# مؤسسة التخوم الإلكترونية
مؤسّسة التّخوم الإلكترونيّة أو مؤسسة الحدود الإلكترونية أو منظمة الجبهة الإلكترونية وتعرف اختصاراً باسم (EFF) (بالإنجليزية: Electronic Frontier Foundation)‏ هي منظمة دولية غير هادفة للربح معنية بالحقوق الرقمية، ويقع مقرها في الولايات المتحدة.
يقوم نشاط المؤسسة في عدة أشكال مختلفة. فقد توفر المؤسسة تمويلاً للدفاع عن أفراد أو تقنيات جديدة من الناحية القانونية في المحاكم، أو ضد ما تعتبره أخطار شرعية تجاه الأفراد أو التقنيات الجديدة، بالإضافة إلى نشاطها في فضح وتتبع أفعال الحكومات المنافية للقوانين والأعراف الدولية، وتعمل المؤسسة أيضاً على تشغيل وصيانة عدة مواقع وقواعد بيانات متعلقة بالحقوق الرقمية وحماية الخصوصية، علاوة على أنها تراقب وتقف أمام التشريعات المحتملة التي قد تتعدى الحريات الشخصية أو الاستعمال العادل.

## روابط خارجية
- مؤسسة التخوم الإلكترونية على موقع الموسوعة البريطانية (الإنجليزية)